# Kaczuryna
Kaczuryna (biał. Качурына; ros. Качурино; pol. hist. Kaczuryno) – wieś na Białorusi, w obwodzie mohylewskim, w rejonie mohylewskim, w sielsowiecie Kadzina, nad Rudzieją.
Wieś Kaczuryno ekonomii mohylewskiej w drugiej połowie XVII wieku. 
Do 1917 położona była w Rosji, w guberni mohylewskiej, w powiecie mohylewskim. Następnie w granicach Związku Sowieckiego. Od 1991 w niepodległej Białorusi.